# Krio (peuple)
Pour les articles homonymes, voir Krio.

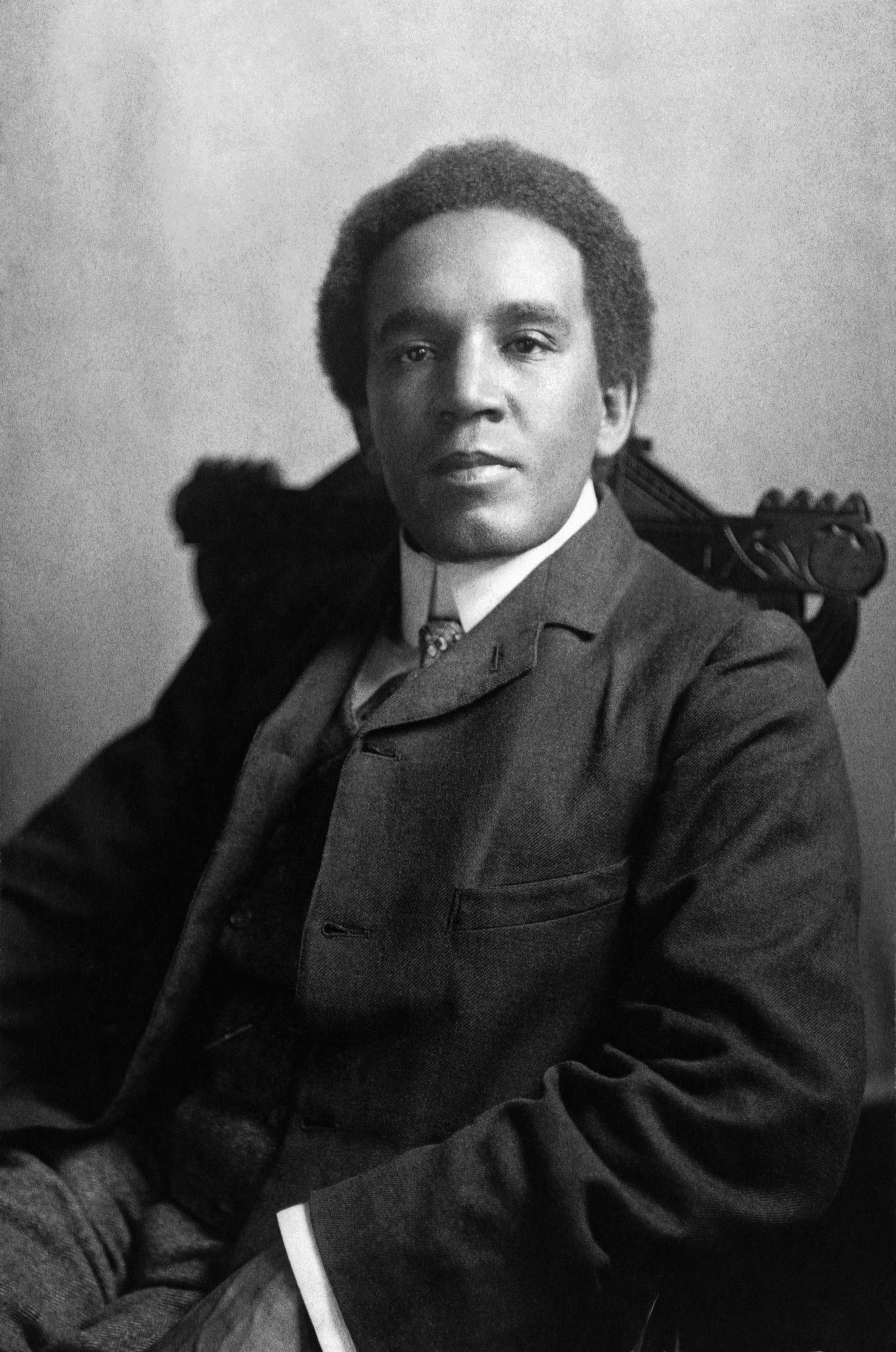
Le compositeur Samuel Coleridge-Taylor

Les Krio – c'est-à- dire « créoles » – sont une population d'Afrique de l'Ouest vivant en Sierra Leone, principalement dans la région de Freetown. Ils sont pour la plupart descendants d'anciens esclaves, arrivés par vagues successives à la fin du XVIIIe siècle et au début du XIXe siècle – ce qui explique leurs origines ethniques variées.

## Langue
Leur langue est le krio.

## Population
Leur nombre est estimé à plus de 150 000. C'est la frange de population la plus occidentalisée, également la plus éduquée du pays. Les Krio sont très présents sur la scène politique et dans la vie économique.